# Чернявський Іван Васильович
Іван Васильович Чернявський (1921, місто Ворожба, тепер Білопільського району Сумської області — ?) — український радянський діяч, залізничник, машиніст паровозного депо залізничної станції Ворожба Сумської області. Депутат Верховної Ради УРСР 5-го скликання.

## Біографія
Народився в родині залізничника. Трудову діяльність розпочав слюсарем паровозного депо «Жовтень» міста Харкова Південної залізниці.
З 1940 по 1946 рік служив у Військово-морському флоті СРСР, учасник німецько-радянської війни.
З 1946 року — кочегар, помічник машиніста, з 1949 року — машиніст паровозного депо залізничної станції Ворожба Південної залізниці Сумської області. Був майстром водіння великовагових поїздів.